# Bioimpedância
Bioimpedância  é a magnitude da oposição do substrato biológico à passagem de uma determinada corrente elétrica(alternada). Sua medida é influenciada por variáveis como: frequência do sinal elétrico, processos eletroquímicos, temperatura, potencial de hidrogênio (pH), estado de hidratação e a viscosidade do fluido ou tecido biológico em questão. Do ponto de vista elétrico, os tecidos biológicos podem ser interpretados como um circuito complexo formado por resistores e capacitores dispostos tanto em série, quanto em paralelo, e que agem como condutores ou dielétricos, no qual o fluxo de corrente seguirá o caminho de menor oposição. Os métodos de obtenção dos sinais de bioimpedância se dividem em multifreqüencial – que realizam a chamada espectroscopia de bioimpedância – e monofreqüencial – aqueles que analisam a bioimpedância numa única freqüência, normalmente de 50 kHz 